# Ponzio di Faucigny
Ponzio di Faucigny (1100 circa – Sixt, 26 novembre 1178) è stato un religioso francese.
È stato abate del monastero di canonici regolari di Abondance e fondatore di quello di Sixt. Il suo culto come beato è stato confermato da papa Leone XIII nel 1896.

## Biografia
Apparteneva alla nobile famiglia dei signori di Faucigny: abbracciò giovanissimo la vita religiosa tra i canonici regolari dell'abbazia di Abondance e ne rivide le costituzioni adeguandole alla regola di Sant'Agostino.
Nel 1144 Ponzio ricevette l'incarico di fondare a Sixt un nuovo monastero di canonici e, quando papa Adriano IV lo elevò al rango di abbazia, ne fu eletto primo abate; nel 1172 fu chiamato a succedere a Burcardo come abate di Abondance ma presto, sentendosi prossimo alla morte, lasciò ogni dignità e tornò, come semplice religioso, a Sixt, dove si spense nel 1178.

## Il culto
A pochi anni dalla morte si procedette all'elevazione del corpo di Ponzio, che da allora fu oggetto di culto regolare. Francesco di Sales, da vescovo di Annecy, il 14 novembre 1620 ne fece aprire il sepolcro per prelevarne alcune reliquie.
La causa per il riconoscimento del culto fu iniziata dal vescovo Charles-Marie Magnin nel 1866 e fu ripresa nel 1890 dal suo successore, Ernest Isoard. Papa Leone XIII, con decreto del 15 dicembre 1896, ne confermò il culto con il titolo di beato.
Il suo elogio si legge nel martirologio romano al 26 novembre.